# 김수형 (축구 선수)
김수형(한국 한자: 金洙亨, 1983년 3월 26일 ~ )은 대한민국의 전 축구 선수이며, 포지션은 미드필더였다.